# بوب كوري
البُوبْ الكُورِيْ أو الكِي بُوبْ (بالكورية: 케이팝 وتقرأ كِي بَاب / وبالإنجليزية: K-Pop وهو اختصار لكلمتي بوب وكوري) هو نوع من موسيقى البوب التي نشأت في كوريا الجنوبية التي تتميز بمجموعة واسعة من العناصر السمعية والبصرية.على أنه يتألف من جميع أنواع ’الموسيقى الشعبية’ داخل كوريا الجنوبية. ويستخدم المصطلح في الكثير من الأحيان بمعنى ضيق لوصف شكل حديث من الموسيقى وبوب كوريا الجنوبية تغطي مجموعة من الأساليب والأنواع المدرجة من الغرب مثل موسيقى البوب الغربية، موسيقى الروك، موسيقى الجاز، الهيب هوب، R&B ,الريغي، الإلكترونيا، تكنو، الهذيان، الشعبية والبلد والكلاسيكية على رأس جذورها الموسيقية الكورية التقليدية.
دخل الكي بوب السوق اليابانية في مطلع القرن ال21 وسرعان ما نمت لتصبح ثقافة فرعية بين المراهقين والشباب في شرق وجنوب شرق آسيا مع ظهور مواقع التواصل الاجتماعي عبر الإنترنت.
ينينتشر هذا الفن انتشار عالمي حالي والمعروف باسم الموجة الكورية في أمريكا الاتينية، الهند، شمال إفريقيا، في الشرق الأوسط، وفي أماكن أخرى في العالم الغربي.
ومن أشهر الفرق التي حصدت انجازات كبيرة مع أول ظهور لها هي إكسو (فرقة) التي شهدت نجاحات جبارة مع البوم إكس أو إكس أو (ألبوم) لتحقق مليون نسخة مباعة منه وتدخل قائمة أكثر الالبومات مبيعا في كوريا.

## التاريخ

### الاصل
وقد ظهرت هذه الظاهرة من K-البوب في النصف الثاني من القرن العشرين، مع نهاية الحرب والعودة إلى حياة أكثر روية تفضي إلى الترفيه. خلال 1950s و 1960s، والعروض الموسيقية التي تنظمها القوات الأمريكية في قواعدها العسكرية وخارجها، وسوف يعرض كوريا الأنواع الموسيقية الحديثة الجديدة. عند تقاطع الثقافات الغربية والآسيوية، والترفيه الكورية ثم تأخذ الرحلة. سيبدأ مشهد الموسيقى الكورية في النمو مع ارتفاع العصابات صبي دون إهمال المؤلفين الأداء. والصخور، وعرض في كوريا في 1970s، والتأثير بالتالي جزء من K-البوب.

### التصميم والتصنيع
لأول مرة من سيو تاي جي وبنين المجموعة في عام 1992 نقطة تحول للموسيقى الجنوبية coréenne3. تأسيس SM الترفيه، التي أنشئت في عام 1995 من قبل المقاول الكوري لي سو مان، مكن من إطلاق جميع الإناث الفرقة وصبي العصابات أولا. في أواخر 1990s، وشنت YG الترفيه، DSP الترفيه، وJYP الترفيه أيضا مجموعاتهم الخاصة على خشبة المسرح. فإن شركات الترفيه يكون رواد K-البوب، وأصبحت الشركات الناجحة والشهيرة. جماعات مثل Fin.KL، GOD، HOT، Sechs KIES، SES، وشنهوا تشهد نجاحا كبيرا في السنوات 1990. كما أنه من خلال هذه الفترة التي ظهرت الهيب هوب و R & B في كوريا الجنوب، وذلك بفضل نجاح الفنانين مثل سكران النمر و1TYM.
وكانت آسيا هي القارة الأولى التي ظهر بها أثر موجة الثقافة الكورية الجنوبية، هاليو، في وقت مبكر من عام 1990. وإدخال K-البوب في البلدان الآسيوية هو أن الأعمال الدرامية الكورية، على نحو متزايد الحاضر في وسائل الإعلام الآسيوية، وقد اطلع الجمهور مع الثقافة الكورية. وبالإضافة إلى ذلك، عام من هذه السلسلة كانوا هم أنفسهم الأغاني-K البوب تغنى بها النجوم شعبية في كوريا Sud25.

### العولمة
-البوب تكتسب باطراد تأثير في الأسواق الخارجية خارج آسيا، بما في ذلك الولايات المتحدة وأوروبا وكندا وأستراليا. في عام 2009، أصبحت الفتيات الرائعات المجموعة الكورية أولا أن توضع في الولايات المتحدة على 100 مخطط الولايات المتحدة لوحة الساخن مع هم واحد، لا أحد. في العام التالي، بدأت منفردا الفنان تاي يانغ و2NE1 مجموعة الإناث إلى إنتاج العديد من الموسيقى مختلفة في جميع أنحاء الولايات المتحدة وكندا مع صدور عدة ألبومات وضرب الأغاني. BONAMANA، الألبوم الرابع من سوبر جونيور، كان في المرتبة 7th مكان في العالم البوم-الرسم البياني لوحة في عام 2010.
لمواصلة هذا النوع من جهود العولمة والفنانين يعملون على نحو متزايد مع المواهب خارج كوريا. في الولايات المتحدة والفنانين الكوري بجولة مع جماعات مثل الاخوة جوناس وبعض نعمل مع المنتجين مثل كاني ويست، تيدي رايلي، ديبلو، رودني جيركينز، كريس براون وWill.i.am. في أغسطس 2010، والتسمية الكورية SM الترفيه تنظم جولة حول العالم SMTOWN لايف للترويج الفنانين في جميع أنحاء العالم. جولة يمر بها الولايات المتحدة والصين واليابان وفرنسا.

## التنمية

### اليابان واسيا
كان من أوائل العقد الأول من القرن الواحد والعشرين أن يتم تصدير K-POP إلى اليابان مع فنانين مثل بوا وTVXQ. وانطلاقا من حجم السوق اليابانية (اليابان هي ثاني أكبر سوق لصناعة الموسيقى، وراء الولايات المتحدة) و 26 من الأزمة التي ضربت صناعة الموسيقى الكورية في أوائل 200027 والملصقات محاولة الكورية في البداية لغزو السوق اليابانية واليابان هي الخطوة الأولى في إستراتيجية تطوير K-البوب في الشرق الأقصى. سجل العلامات الكورية تتعاون مع اليابانيين على التكيف قدر الإمكان الفنانين وتسويقها في السوق اليابانية. وثمة عنصر رئيسي هو أن نتعلم الفنانين اليابانيين والجماعات K البوب لشغل وظائف في اليابان. بهذه الطريقة، يمكن إزالة حاجز اللغة، وسهولة تفسير أغانيهم ترجمة يابانية.وقد أسفرت هذه الجهود آثارها منذ ذلك الحين، أصبح K-البوب في السنوات الأخيرة النوع بشعبية كبيرة في اليابان. K-pop غير، في عام 2011، 7.8٪ من اجمالي مبيعات صناعة الموسيقى اليابانية، بقيمة 309500000 dollars29. الترتيب الرسمي للمبيعات الفردي وألبومات، التي نشرتها أوريكون، يوضح هذا النجاح. الفردي وألبومات الكورية ضرب بانتظام مبيعات قياسية في فئة فنان غير اليابانية، وغالبا ما تصل إلى المراكز الأولى. بين الفنانين والمجموعات-K البوب الأكثر شعبية في اليابان تشمل بوا، الجيل TOHOSHINKI (TVXQ) البنات، كارا، سوبر جونيور، BIGBANG، المطر، جانغ كيون سوك، SHINEE، 14:00 كان من المعروف K-البوب لعدة سنوات في بلدان جنوب شرق آسيا. كثيرا ما تحمل مجموعات-K البوب بجولات في هذه البلدان. في تايوان، على سبيل المثال، والتعرض لوسائل الإعلام هو من النوع الذي نجد النجوم الكوريين في الإعلانات للأطفال والشباب، والقنوات التلفزيونية تكريس مساحة كبيرة للK-البوب عندما بث البرامج الموسيقية. وبالإضافة إلى ذلك، سبق أعربت الحكومة الكورية رسميا رغبتها في غزو بلدان جنوب شرق آسيا مثل تايوان والصين وتايلاند وفيتنام، وأكثر من ذلك مؤخرا ماليزيا والفلبين. وجود فنانين من هذه الدول في العديد من المجموعات-K البوب هو أداة التسويق التي تعمل، في حين أن القرب النسبي للثقافات الشرق الأقصى أيضا يسهل انتشار الظاهرة.

## الوكالات
تعد أكبر اربع وكالات إنتاج كورية هي إس إم إنترتينمنت جاي واي بي إنترتينمنت واي جي إنترتينمنت وبيغ هيت إنترتينمنت الذين أنشأوا العديد من الفرق الشهيرة، لذلك يدعون بالأربعة الكبار، وتدر الشركات أرباحاً تصل إلى عشرة مليارات وون. في عام 2012، بلغ مجموع التسمية SM الترفيه، أي حجم مبيعات بأكثر من 38400000000 وون (حوالي 27519056 يورو)، حققت أرباحا صافية بلغت 16.4 مليار وون (11 مليون اليورو) 54.55. قائمة العلامات الكورية والمطربين ذات الصلة
- بيغ بانغ
- تو ني ون
- ساي
- إبيك هاي
- سيفين
- وينر
- أكدونغ ميوزيكان
- إي ها إي
- بوم أند هي
- آيكون
- بلاكبينك

- تي في أكس كيو
- سوبر جونيور
- غيرلز جينيريشن
- شايني
- أف إكس
- بوا
- إكسو
- ريد فيلفت
- أن سي تي

- وندر غيرلز
- تو أي إم
- ميس أي
- تو بي إم
- جاي جاي بروجكت
- جاي بارك
- جوت سفن
- داي6
- توايس
- ستراي كيدز

- بي تي أس
- لي هيون
- تي إكس تي

- فور مينيت
- بيست
- بي تو بي
- جينا (مغنية)
- تربل ميكر
- سي ال سي
- بينتاغون
- تربل أتش

- تي آرا
- دافيتشي
- كويد سكول
- ذا سيا
- سبيد
- هاي براو
- ديا
- شانون

- جاي واي جاي
- غامي
- كروسيال ستار

- أي بينك
- فيكتون
- جونغ أون جي
- هوه غاك

- كارا
- رينبو
- إي جكس
- أبريل
- كارد (فرقة مختلطة)
- غو ها را

- دال شابيت
- مينكس
- في أو سي

- سي إن بلو
- إف تي آيلاند
- جونيل
- إي أو إي
- إن.فلاينغ
- إس أف ناين

- بريف برذرز
- بريف قيرلز
- بيغ ستار
- دارك بي
- كيم سامويل

- إمبلاك
- مادتاون
- سنغ هو
- راين
- جي أو
- ثاندر
- مير
- Two X
- جوتا
- إي جن

- آي يو
- Ra.D
- سوني هيل
- هيستوري
- يون هيون سانغ
- Shin Zisu

- براون آيد غيرلز
- إل سي ناين
- لونافلاي

- آفتر سكول
- سفنتين
- نيوست
- بريستن
- UEE
- راينا
- هانغ دونغ جيون
- ليزي
- كاهي

- يو كيس
- لابوم
- كوميك جيرلز

- كيم وان سون
- أيفي
- رامبول فيش
- هان هي جيون
- صن-ي
- لوونا
- تريبليم
- كيم تاي وو
- تشاي دونغ ها
- ديا
- هوانغ جي هيون
- ليديز كود
- أيرون
- كيم بو سو

- 2 Walks Entertainment (DMTN)
- Seven Seasons (Block B)
  - Woollim Entertainment (Infinite, Nell, Tasty, Lovelyz)
  - Shinhwa Company (Shinhwa)
- Starship Entertainment (Sistar, Boyfriend, K.Will, Monsta X, Cosmic Girls)
  - Starship-X (Mad Clown, Junggigo, NUBOYZ, Joo Young)
- Star Empire Entertainment (V.O.S, Nine Muses, ZE:A, SoReal, Imfact)
- WM Entertainment (B1A4, Oh My Girl)
- TS Entertainment (Secret, B.A.P, Untouchable, Jiggy Fellaz, Sonamoo)
- Stardom Entertainment (EvoL, Topp Dogg)
- DreamT Entertainment (Girl's Day, MAP6)
- H2 Media Entertainment (MYNAME)
- Top Media (Teen Top, 100%, UP10TION)
- AOMG (Jay Park, GRAY, Simon D, Loco)
- YMC Entertainment (Ailee, Lucky J, I.O.I)
- JK Space (LEGEND)
- Banana Culture (EXID, C-Clown)
- Smile Company (Kim So Jung)
- JJ Holic Media (N.CA)
- Jellyfish Entertainment (VIXX, Seo In-guk, Gugudan)
- Rainbow Bridge World (Phantom, Mamamoo, Vromance)
- Source Music (GFriend)
- The Entertainment Pascal (Stellar)
- YNB Entertainment (Bestie, KNK)
- B2M Entertainment (Spica, Eric Nam)
- Dream Star Entertainment (Tahiti)
- Chrome Entertainment (Crayon Pop)
- Fantagio (Hello Venus, 5urprise, Astro)
- Music K Entertainment (The Ark)
- Pan Entertainment (L.A.U)
- Choeun Entertainment (24K)
- Yuehua Entertainment (UNIQ)
- Illionaire Records (Beenzino)
- Simtong Entertainment (AlphaBat)
- Mafia Records (Wassup)
- Universal Music (Boys Republic)
- Crescendo Music (Purfles)
- CT Entertainment (Romeo)
- KO Sound (HOTSHOT)
- H Brothers Entertainment (Girls Girls)

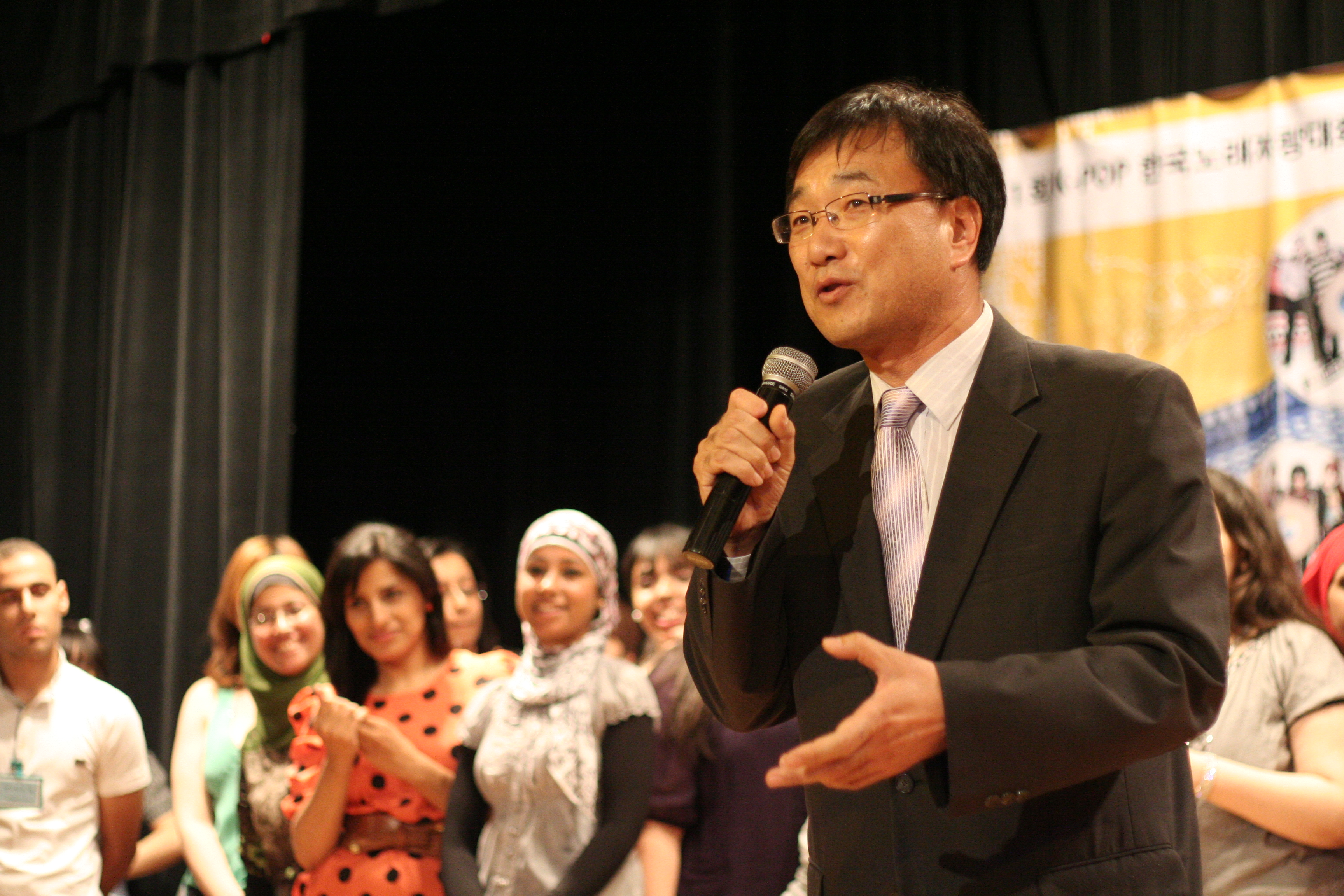
مهرجان للبوب الكوري أقيم في مصر سنة 2011

- R.A.I.N. Company (Rain)
- Widmay Entertainment (Snuper)
- DR Music (Rania)
- JTG Entertainment (Berry Good)
- KCONIC Entertainment (Bulldok)
- Blockberry Creative (Loona)
- MarblePop Entertainment (HeartB)

## وصلات خارجية
- كوريا الجنوبية الاتحاد الكوري للقطاع الموسيقي.